# Raduhovce
Raduhovce (cyr. Радуховце) – wieś w Serbii, w okręgu raskim, w gminie Tutin. W 2011 roku liczyła 357 mieszkańców.